# Une soirée de folie
Une soirée de folie (What Price Goofy?) est un film muet américain réalisé par Leo McCarey et sorti en 1925.

## Synopsis
Katherine croit, sur la foi d'une de ses amies, que son mari Charley a une amante. Pendant ce temps, ce dernier, dans la grande maison où le couple vit avec un serviteur, reçoit un billet d'un ami qui lui demande d'héberger le professeur Brown. Il accepte sans voir ce professeur qui s'installe dans une chambre au-dessus du séjour. Sa femme rentre pour le dîner  et montre ses soupçons à Charley. Or celui-ci se rend compte que le professeur Brown est en fait une jeune et charmante femme ; il demande alors à un cambrioleur, qui entre sans sa chambre juste à ce moment-là, de jouer le rôle du professeur. Le dîner se passe dans la plus grande gêne : le faux professeur n'a pas de bonnes manières et la femme de Charley est alertée par des bruits à l'étage. Dans la confusion qui s'ensuit, le faux professeur en profitera pour mettre toute l'argenterie dans un sac mais emportera en fait Mme Brown que Charley comptait lui-même évacuer dans un autre sac, et c’est l'amie médisante de Katherine, venant aux nouvelles, qui sera présentée par Charley comme l'auteur des bruits et, par la même occasion, la maîtresse du serviteur.

## Fiche technique
- Titre : Une soirée de folie
- Titre original : What Price Goofy?
- Réalisation : Leo McCarey
- Scénario : Hal Roach, H.M. Walker
- Production : Hal Roach
- Durée : 22 min
- Date de sortie :
  - États-Unis : 7 juin 1925

## Distribution
- Charley Chase : Jamison
- Katherine Grant : la femme de Jamison
- Lucien Littlefield : Speck
- Jane Sherman
- Buddy the dog : Rin-Chin-Chin
- Marjorie Whiteis : Professeur Brown
- Noah Young : Omaha Oscar
- Fay Wray